# Patrick Bateman
Patrick Bateman ist eine fiktive Figur, Protagonist und Ich-Erzähler des Romans American Psycho von Bret Easton Ellis sowie der gleichnamigen Filmadaption.

## Biografie und Profil
Patrick Bateman, zu Beginn von American Psycho 26 Jahre alt, arbeitet als Spezialist im Bereich Übernahmen und Fusionen bei der fiktiven Wall-Street-Investmentfirma Pierce & Pierce (ebenso wie Sherman McCoy in Fegefeuer der Eitelkeiten) und lebt auf der 55 West 81st Street, Upper West Side im American Gardens Building (dort lebt er als Nachbar von Tom Cruise). Er führt ein geheimes Doppelleben als junger Investment-Banker (Yuppie) und als Serienmörder. Bateman ermordet dabei eine Vielzahl von Personen, von Kollegen bis hin zu Obdachlosen und Prostituierten. Seine Verbrechen umfassen Vergewaltigung, schwere Körperverletzung, Mord, Nekrophilie und Kannibalismus und werden im Roman sehr detailliert beschrieben.
Bateman ist Sprössling einer wohlhabenden Familie. Seine Eltern besitzen ein Haus auf Long Island und es wird ein Sommerhaus in Newport erwähnt. Die Eltern ließen sich früh scheiden und seine Mutter wurde deswegen psychisch krank und residierte in einem Sanatorium. Sein Vater erscheint im Handlungsstrang im früher spielenden Roman Einfach unwiderstehlich. Dieser wuchs auf einem Anwesen in Connecticut auf und besitzt ein Apartment im Carlyle Hotel in Manhattan, stirbt aber in einem vorherigen Buch. Batemans Mutter wird nur in einer Rückblende in American Psycho erwähnt. Patrick Batemans jüngerer Bruder Sean besucht das Camden College (er ist der Protagonist von Einfach unwiderstehlich). Patrick Bateman besuchte die Phillips Exeter Academy als universitäre Vorbereitungsschule, graduierte anschließend an der Harvard University 1984 sowie zwei Jahre später an der Harvard Business School und zog anschließend nach New York.

## Batemans Persönlichkeit
Ellis beschreibt Bateman mit den Stereotypen eines gierigen Yuppies: reich, oberflächlich, süchtig nach Sex, Drogen und Statussymbolen. Manche seiner Freunde sehen ihm so ähnlich, dass es im Laufe des Romans wiederholt zu Verwechslungen zwischen den einzelnen Figuren kommt. Paul Owen (im Film Paul Allen) verwechselt ihn z. B. mit seinem Kollegen Marcus Halberstam.
Patrick Bateman beschreibt obsessiv jedes einzelne Detail seiner Kleidung, Musikanlage, Trainingseinheiten und Visitenkarten. Er ist mit der ebenso oberflächlichen wie auch wohlhabenden Evelyn Williams verlobt. Sie können sich zwar nicht leiden, bleiben aber zum Vorteil ihres gesellschaftlichen Vorankommens zusammen. Zudem hat Bateman ein Verhältnis mit der Verlobten seines verhassten Arbeitskollegen Luis Carruthers. Außerdem frequentiert er regelmäßig Prostituierte und hat Seitensprünge mit Frauen, die er in Nachtclubs kennenlernt. Viele dieser Frauen enden als eines seiner Opfer. Die einzige Frau (und möglicherweise die einzige Person), für die er Gefühle hat, ist seine Sekretärin Jean. Er kann sich nicht überwinden, sie in irgendeiner Weise zu verletzen, zu vergewaltigen oder zu töten. Wahrscheinlich liegt dies an der Tatsache, dass sie die einzige Person in seinem Leben ist, die nicht oberflächlich und rein statusbedacht ist. Ebenso bewundert er sie wohl für ihre Unschuld. Jedes Mal, wenn er Jean während des Romans erwähnt, bezeichnet er sie als „Jean meine Sekretärin, die in mich verliebt ist“ und stellt sie in seiner Erzählung als jemand vor, den er „wahrscheinlich eines Tages heiraten wird“.
Auf den ersten Blick erscheint Patrick Bateman als die Verkörperung des freundlichen, attraktiven und erfolgreichen Geschäftsmanns. Aber innerlich verabscheut er sich selbst ebenso wie andere. Er tötet viele seiner Opfer, weil sie ihm das Gefühl geben, er sei unwichtig oder sein Geschmack sei minderwertig. Seine Freunde ärgern ihn mit der Bezeichnung als „der Junge von nebenan“, sein eigener Anwalt bezeichnet ihn als einen „dämlichen Arschkriecher“ und Leute außerhalb seines sozialen Kreises als „Yuppiearsch“. Bateman zeigt keinerlei Reue für seine Morde und gibt offen zu, ein herzloses Monster zu sein. Er überreagiert oft bei kleinen Problemen; so beschreibt er, dass er „am Rand der Verzweiflung“ sei, wenn er keinen anständigen Tisch in einem Restaurant bekommt oder als er nach der Beseitigung von Paul Owens Leiche feststellen muss, dass dessen Apartment teurer eingerichtet ist und Aussicht auf den Central Park hat.
Bateman äußert oft Zweifel an seiner eigenen Vernunft, weil er psychotische Attacken hat, in denen er halluziniert. Ihm widerfahren Episoden der Depersonalisierung. Ebenso gesteht Bateman seine Gefühlsleere und beschreibt Momente oder Perioden extremer Wut, Panik oder Gram aus trivialen Unannehmlichkeiten wie die Rückgabe geliehener Videobänder oder Reservierungen in Restaurants. Zudem bricht er oft beim Zerstückeln seiner Opfer zusammen und jammert wehleidig, dass er „einfach geliebt werden will“. Um seine Attacken unter Kontrolle zu halten, nimmt er Psychopharmaka wie Xanax.
Patrick Bateman kompensiert diese Verunsicherungen durch obsessive Eitelkeit und extreme Körperpflege, mit krampfhafter Befolgung bis ins Detail. Er kleidet sich mit der teuersten und modischsten Kleidung, wie z. B. Anzüge von Salvatore Ferragamo und Valentino Couture, Brillen von Oliver Peoples und Jean Paul Gaultier, Lederwaren von Louis Vuitton und Bottega Veneta. Gleichermaßen kategorisiert er Personen, indem er darüber urteilt, welche Kleidung sie tragen und wie sie aussehen, weil diese dann für ihn vermeintlich leichter „zu verstehen“ sind, indem er sie in Modemarken und Stereotypen einteilt. Er versucht, sein Apartment in einem Akt der Hilflosigkeit streng zu kontrollieren, indem er es mit der neuesten und angesagtesten Musik, Nahrung und Kunst einrichtet.
Bateman passt nicht in das typische Profil eines Serienmörders, weil er mehr oder weniger wahllos tötet. Er hat keinen bestimmten Opfertyp, kein nachvollziehbares Motiv oder bestimmte Methode des Tötens. Während des Romans tötet er Männer, Frauen, ein Kind und Tiere.
Bateman tötet Frauen meistens für spezielle sadistische sexuelle Begierden, oft während oder nach dem Sex. Außerdem ist er ein gewissenloser Vergewaltiger. Männer tötet er aus einfachen Gründen, z. B. weil sie ihm auf die Nerven gingen. Ein Kind tötet er bloß, um zu prüfen, ob es ihm Spaß macht – was nicht der Fall war.
In gewissen Abständen gesteht er seinen Freunden, Kollegen und Fremden in einem netten Unterton seine Morde („Ich seziere oft Frauen; weißt du, ich bin komplett wahnsinnig“), nur um zu sehen, ob diese ihm zuhören bzw. ihn ernst nehmen. Meistens tun diese es nicht oder halten es für einen Witz. In der Szene, die die Klimax seines Wahnsinns am Ende des Romans darstellt, ruft er seinen Anwalt an und gesteht ihm, auf dessen Anrufbeantworter sprechen, lange krampfhaft weinend seine Verbrechen. Als er später seinen Anwalt trifft und ihn darauf anspricht, kann er ihn nicht überzeugen, dass die Taten, die er gesteht, real sind. Patrick Bateman wird niemals für seine zahlreichen Morde, die er begangen oder nicht begangen hat, verhaftet oder zur Rechenschaft gezogen.

## Bateman außerhalb von American Psycho
Patrick Bateman hat seinen ersten Auftritt in Ellis’ Roman Einfach unwiderstehlich von 1987 (in welchem sein Bruder Sean einer der Protagonisten ist). Es wird hier kein Anzeichen gegeben, dass er ein Serienmörder ist. Ein weiterer Kurzauftritt von Bateman folgte in Ellis’ Roman Glamorama von 1998.
Weiterhin trat er in den sogenannten „American Psycho 2000 Emails“ auf, die als Werbekampagne für den im Jahr 2000 erschienenen Film dienten. Fälschlicherweise wurden diese als von Ellis selbst geschrieben akkreditiert; in Wirklichkeit wurden diese von einem oder mehreren Autoren geschrieben, von Ellis geprüft und schließlich versendet. Bateman befindet sich in diesen E-Mails in einer Therapie bei einem Dr. M. Er ist mit Jean, seiner früheren Sekretärin, verheiratet und hat einen achtjährigen Sohn, Patrick Bateman Jr. Im Handlungsverlauf redet Bateman über die Therapie und glorifiziert seinen Sohn. Am Ende wird aufgedeckt, dass der „echte“ Bateman, der diese E-Mails „geschrieben“ hat, der Besitzer der Firma ist, der diesen Film produziert.
Bateman tauchte in Ellis’ Roman Lunar Park von 2005 erneut auf, in dem das fiktionalisierte Selbstporträt von Ellis bekennt, dass er sich beim Verfassen von American Psycho wie das Medium für einen gewalttätigen Geist fühlte und nicht wie ein Autor, der seine eigenen Worte zu Papier bringt. Dieser Geist – Patrick Bateman – spukt im Haus von Ellis. Eine Figur des Romans erscheint zudem als Bateman verkleidet auf Ellis’ Halloween-Party. Gegen Ende des Romans schreibt Ellis eine letzte Bateman-Geschichte, um sich dieser Figur zu stellen und sie zu kontrollieren, und lässt sie bei einem Feuer auf einem Bootssteg sterben.

## Bateman im Film
Christian Bale war die erste Wahl von Ellis und der Regisseurin Harron, die Produzenten wollten die Rolle aber erst Keanu Reeves, Edward Norton und Brad Pitt anbieten, die jedoch aus diversen Gründen ablehnten. Daraufhin wurde zunächst Leonardo DiCaprio favorisiert, aber Ellis legte sein Veto mit der Begründung ein, dass DiCaprio zu jung sei, um einen erwachsenen psychopathischen Serienmörder zu verkörpern, nachdem dieser die Hauptrolle in „Titanic“ übernommen hatte. Bateman wurde in der 2000 erschienenen Dokumentation „This is Not an Exit: The Fictional World of Bret Easton Ellis“ von Uma Thurmans Bruder Dechen Thurman dargestellt. Im zweiten Teil „American Psycho 2“ wurde Bateman dann von Michael Kremko gespielt. In diesem Teil wird Bateman von einem alten Opfer getötet. Dieses Spin-Off wurde von Fans und von Ellis selbst stark kritisiert.
Als „Einfach unwiderstehlich“ als Film mit dem Namen „Die Regeln des Spiels“ adaptiert wurde, sollten einige Szenen mit Patrick Bateman gedreht werden. Ellis offenbarte in einem Interview, dass der Regisseur Roger Avary Christian Bale gefragt habe, ob dieser wieder als Patrick Bateman auftreten wolle. Bale habe das Angebot aber ausgeschlagen. Daraufhin habe Avary Ellis gefragt, ob dieser nicht selbst Bateman darstellen wolle. Ellis nannte dies eine „schreckliche und kitschige Idee“ und schlug das Angebot aus, sodass Avary die Szenen schließlich mit Casper Van Dien drehte. Diese Szenen wurden letztlich jedoch aus der letzten Version des Schnitts herausgenommen.

## Batemans fiktiver chronologischer Lebenslauf
- 1980: Bateman schließt die Phillips Exeter Academy ab
- 1984: Bateman schließt die Harvard University ab
- 1985: Bateman hat eine kurze Diskussion mit seinem ihm entfremdeten Bruder Sean über seine Zukunft
- 1986: Bateman schließt die Harvard Business School ab und arbeitet von diesem Zeitpunkt an bis an das Ende von American Psycho bei Pierce & Pierce
- 1996: Bateman tritt kurz in Victors Klub im Roman Glamorama auf
- 2000: Bateman beginnt seine Therapie bei Dr. M. Dies wird in den American Psycho 2000 Emails erwähnt. Er ist von Jean geschieden, mit der er fünf Jahre verheiratet war und mit der er einen Sohn hat. Er hat anscheinend seine eigene Brokerfirma gegründet und scheint reicher zu sein als im Roman. Sein Geschmack hat sich verfeinert. Seine Tendenz zum Morden (oder entsprechende Gedanken dazu) scheinen sich leicht mit der Geburt seines Sohns abgeschwächt zu haben. Er selbst ist generell milder geworden, da er älter geworden ist

## Patrick Bateman in der Popkultur
- Batemans Name ist ein Tribut an Norman Bates, dem Mörder der Psycho-Filme.
- Ein Tarnname von Dexter in der gleichnamigen Fernsehserie lautet Dr. Patrick Bateman.
- Die walisische Rockband Manic Street Preachers veröffentlichten ein Lied mit dem Titel Patrick Bateman.
- Deutschrapper Prinz Pi betitelt Patrick Bateman im Lied „Wunderkind“ als sein Vorbild. In seinem Stück Namenstag heißt es „Prinz Pi ist und bleibt der deutsche Patrick Bateman“. In Wunderkind 3 rappt er „Hand an der Ray Ban. Prinz Pi – mein Vorbild ist Patrick Bateman.“
- Das österreichische Industrial-Projekt Nachtmahr verwendet auf dem Album Feuer Frei den Schlussmonolog im Lied Katharsis.
- Auf dem Album Der Eiserne Besen II des deutschen Rappers Morlockk Dilemma gibt es einen Song mit dem Titel Patrick Bateman (feat. ASK). Dilemma rappt darauf „… denn dieser Griesgram mit der Kettensäge/ ist am Ende bloß ein Musikliebhaber wie Patrick Bateman/“.
- Das ganze Album von Shooting Star – A Portrait Of A Serial Ni**er (2007) ist eine Hommage an Patrick Bateman.[2]
- Der österreichische Rapper Money Boy verwendet Batemans Monolog über Genesis auf seinem 2014 erschienenen Mixtape Bravestarr 2 als Interlude